# Arthur McCabe
Patrick Aloysius Paddy McCue (Tamworth, 23 juni 1887 - Sydney, 30 juli 1924) was een Australisch rugbyspeler.

## Carrière
Tijdens de Olympische Zomerspelen 1908 werd hij met zijn ploeggenoten kampioen. McCue speelde als tweede rijer.

## Erelijst

### Met Australazië
- Olympische Zomerspelen:  1908